# تناردیه
تناردیه شخصیتی خیالی در رمان بینوایان به قلم ویکتور هوگو در سال ۱۸۶۲ است که در اقتباس‌های بسیاری از داستان‌ها برای فیلم، تئاترو تلویزیون حضور به عنوان شخصیت ضد قهرمان حضور دارد. او یکی از سربازان ناپلئون در جنگ واترلو است او به همراه زنش صاحب مسافرخانه واترلو می‌باشند و همچنین پدر دو دختر به نام‌های اپونین و آزلما و گاوروش می‌باشند. تا قبل از رفتن کوزت با والژان، آن‌ها از کوزت به دلیل کودک بودن سوءاستفاده می‌کردند. آن‌ها در ادامه داستان ورشکست شده و تحت نام جاندرت به خانه گاربو در پاریس نقل مکان می‌کنند و در کنار اتاق ماریوس پونتمرسی زندگی می‌کنند. تناردیه در ادامه داستان با یک گروه جنایتکار به نام پاترون-مینت همکاری می‌کند و برای دستگیری ژان والژان توطئه می‌چیند و توسط ماریوس خنثی می‌شود. ژاور این زوج را دستگیر می‌کند. در آخر ماریوس هزینه خروج از کشور او را می‌پردازد و تناردیه در نهایت یک تاجر برده در ایالات متحده می‌شود.

## مسیو تناردیه و مادام تناردیه
مسیو تناردیه و مادام تناردیه نام دو شخصیت خیالی به نام‌های جاندرت، ام. فابانتو، ام. تنارد نیز شناخته می‌شوند – زن و شوهر، والدین پنج فرزند: دو دختر، اپونین و آزلما و سه پسر، گاوروش و دو پسر که نام آن‌ها در داستان ذکر نمی‌شود. تا قبل از رفتن کوزت با والژان، آن‌ها از کوزت به دلیل کودک بودن سوءاستفاده می‌کردند و برای سرپرستی او از فانتین پول می‌گرفتند.

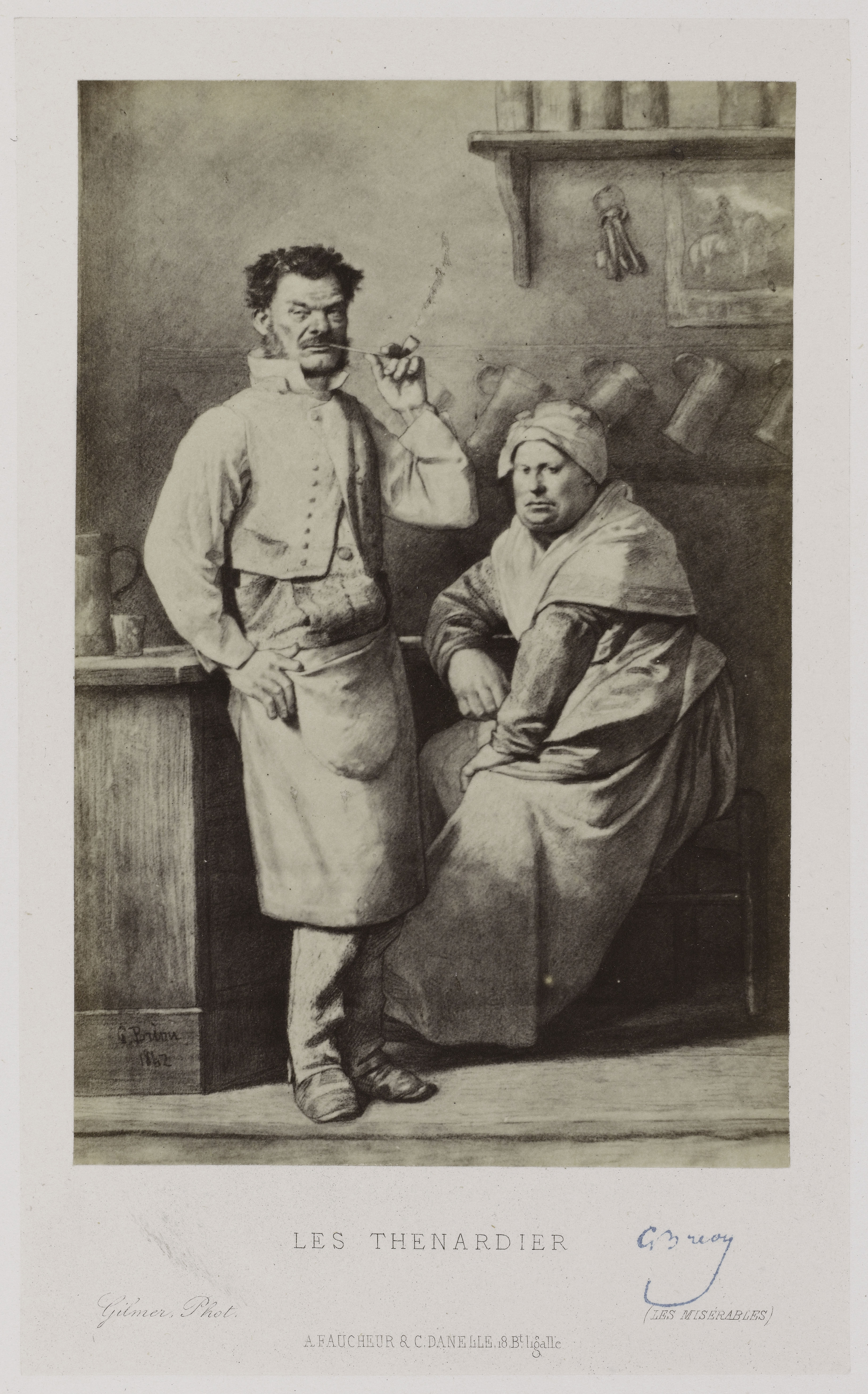
مسیو و مادام تناردیه